# Burari
Burari är en ort (census town) i distriktet North i National Capital Territory of Delhi. Den är en förort till Delhi och hade 146 190 invånare vid folkräkningen 2011.